# Bananarama
 (novembre 2023).
Si vous disposez d'ouvrages ou d'articles de référence ou si vous connaissez des sites web de qualité traitant du thème abordé ici, merci de compléter l'article en donnant les références utiles à sa vérifiabilité et en les liant à la section « Notes et références ».
Bananarama est un groupe musical féminin britannique formé en 1981 à Londres, qui connait plusieurs succès, notamment de new wave dans les années 1980. Jusqu'à aujourd'hui, dix de ses titres ont été classés dans le top 10 des ventes de singles au Royaume-Uni, ainsi que trois titres dans le top 10 américain, dont un numéro un. Parmi ses succès, on trouve Cruel Summer, Venus, Love in the First Degree et I Heard a Rumour. Les trois chanteuses sont connues pour leur style vocal unique caractérisé par leur chant des mêmes notes à l'unisson, plutôt que sur des accords de trois notes. La plupart des titres de début de carrière de Bananarama sont enregistrés avec les trois membres chantant en même temps sur le même micro. Plus tard, les techniques d'enregistrement permettent un fondu encore plus prononcé. Ce style poussé à l'extrême est leur signature dans l'histoire de la musique pop.

## Carrière

### Premières années
Le groupe est créé à Londres en 1981 par Siobhan Fahey, Sara Dallin, et Keren Woodward. Dallin et Woodward sont amies depuis l'âge de quatre ans. 
En 1981, les membres de Bananarama vivent au-dessus de la salle de répétition qui est utilisée par les anciens membres des Sex Pistols, Steve Jones et Paul Cook. Avec leur aide, Bananarama enregistre sa première démo Aie a Mwana (une reprise de Black Blood, chantée en swahili). Après avoir entendu cette démo, Demon Record propose au groupe son premier contrat. Cette chanson est un succès underground et les filles signent ensuite chez Decca (devenu ensuite London Records). Elle restent sur ce label jusqu'en 1993. Bananarama a auparavant eu une expérience d'enregistrement en studio pour les chœurs d'une face B de Department S, Solid Gold Easy Action, une reprise de T. Rex en 1981.
Le magazine de mode anglais The Face publie un article sur Bananarama après la sortie de son premier single, ce qui attire l'attention d'un ancien membre de The Specials, Terry Hall, qui les invite à collaborer à son nouveau groupe vocal Fun Boy Three sur le titre T'ain't What You Do (It's The Way That You Do It). En 1983, il atteint la cinquième position des classements musicaux anglais, donnant ainsi aux filles leur premier quasi succès commercial. Plus tard dans l'année, Fun Boy Three est ensuite invité pour une chanson de Bananarama, Really Saying Something, qui devient aussi un tube.
Dallin et Woodward apparaissent également comme choristes sur deux chansons de Family Album (1986, produit par John Lydon). Ces chansons sont enregistrées en public et constituent (comme le précise la pochette de l'album) la première performance live de Bananarama.

### Les premiers singles/albums
Le début de l'aventure Bananarama démarre par ses trois premiers succès Really Saying Something (numéro 5 au Royaume-Uni et numéro 7 en Belgique) au printemps 1982, Shy Boy (numéro 3 en France et numéro 4 au Royaume-Uni) à partir de l'été 1982 et la reprise de Na Na Hey Hey Kiss Him Goodbye (numéro 4 en Irlande et numéro 5 au Royaume-Uni) au printemps 1983. La chanson Shy boy est le premier grand hit en France en 1982, le groupe Bananarama fait ainsi plusieurs passages télévisés, entre autres, dans l'émission d'Antenne 2 nommée Platine 45, animée par Jacky le 27 octobre 1982. Ce tube reste à ce jour le single le mieux classé de sa carrière en France. Les deux premiers singles permettent la sortie du premier album Deep Sea Skiving au début de l'année 1983.
Dans le même élan, le single Cruel Summer sort durant l'été 1983 avant le deuxième album. L'album suivant, Bananarama, au printemps 1984, est un effort commun plus sérieux. Les chansons abordent des sujets plus forts tels que le viol (Robert DeNiro's Waiting), la drogue (Hot Line To Heaven), et l'apathie sociale (Rough Justice). L'album contient le tube Cruel Summer (1983), classé dans le top 10 des meilleures ventes anglaises et américaines. D'ailleurs, ce titre est incorporé plus tard à la bande originale du film Karaté Kid (The Karate Kid, 1984). Le trio enregistre également le single The Wild Life pour un film américain de 1984 du même nom.
Les trois premiers albums sont produits et coécrits par Jolley & Swain, reconnus dans cette première partie des années 1980 pour la production des hits des groupes Imagination entre 1981 à 1984, et Spandau Ballet en 1983, ainsi que de la chanteuse Alison Moyet en 1984.

### True Confessions
En 1986, une partie de la production de l'album True Confessions revient à Stock Aitken Waterman (SAW), donnant ainsi naissance au numéro un international Venus (une nouvelle version du succès de Shocking Blue en 1970). Le rythme orienté dance music caractérise l'approche de SAW d'une production pop. On[Qui ?] a dit que la mise en relation SAW-Bananarama viendrait de l'enthousiasme des filles pour le tube You Spin Me Round (Like A Record) du groupe Dead or Alive.
Le clip vidéo de Venus est largement diffusé sur MTV aux États-Unis, où le single est numéro 1. On y voit le groupe dans divers costumes, dont un diable, un vampire et une déesse grecque. La vidéo marque un virage plus glamour et sensuel dans l'image du groupe, contrastant avec le style plus garçon manqué des débuts. C'est également le début de l'utilisation de danseurs comme objets sexuels, ce qui devient un signe distinctif des clips du trio. Cette iconographie visuelle et ces sonorités Hi-NRG provenant de la culture gay provoqua la naissance d'un certain public gay pour le groupe.

### DeWow!àPop Life
À cause du succès naissant de Venus, les responsabilités de production et la coécriture sont transférées de Jolley & Swain à SAW. Par conséquent, les sonorités du groupe passent d'une influence rock et new wave pop à un tempo europop beaucoup plus orienté dance.
I Heard A Rumour est le plus grand succès international de l'album Wow!. Love in the First Degree est l'un des plus gros succès au Royaume-Uni et le titre disco I Can't Help It (dont le clip vidéo montrant le groupe dans un bain de lait rempli de fruits et d'hommes nus créa une mini controverse) connaît un succès plus discret.
Lors de la sortie du troisième single de Wow! début 1988, Fahey — mariée entre-temps à Dave Stewart de Eurythmics — décide de quitter le groupe. Elle réapparaît plus tard comme moitié du duo pop Shakespears Sister avec Marcella Detroit.
En l'absence de Fahey, Jacquie O'Sullivan (des Shillelagh Sisters) rejoint le groupe. Le single I Want You Back est réenregistré avec O'Sullivan, ainsi que la reprise des Supremes Nathan Jones qui sort comme single lors de la compilation rétrospective Greatest Hits Collection. En même temps, Bananarama est enregistré au Livre Guinness des records comme groupe entièrement féminin ayant le plus de titres dans les charts de l'histoire, un record toujours détenu à ce jour.
À l'occasion d'un événement caritatif au profit de Comic Relief en 1989, Bananarama enregistre une reprise de Help des Beatles avec Lananeeneenoonoo, un girl group parodique créé par le duo de comédiennes britanniques French & Saunders avec la participation de Kathy Burke ; cette reprise est un nouveau tube international. 1989 est également l'année de la première tournée mondiale de Bananarama qui le conduit en Amérique du Nord, en Asie de l'Est et au Royaume-Uni. En 1991 sort l’album Pop life un album produit par Youth . Le son de cet album est moins euro dance mais plus pop... Le premier single,Only your love utilise un échantillon de Sympathy for devil des Rolling Stones, le deuxième extrait est « Preacher man » et le troisième extrait est la reprise des Doobie Brothers Long Train Runnin'. Ces trois singles rencontrent un bon succès. Le quatrième extrait Tripping on your love a une réception plus mitigée. À noter qu'il existe un remix de George Michael sur le maxi CD de l’époque.

### À deux
En 1993, Dallin et Woodward reforment le groupe à deux avec un nouvel album appelé Please Yourself (en), qui marque également le retour à la production des membres restant de SAW, Stock et Waterman. Ironiquement, le single titre est Movin' On (« Aller de l'avant ») alors que le son de l'album marque un retour à un son Euro disco, comme l'illustre la reprise d'Andrea True Connection More, More, More. C'est le dernier album chez London Records.
En 1995, Ultra Violet (qui se nomme I Found Love au Japon) sort chez un nouveau label. L'album contient le single dance mélancolique Every Shade Of Blue.
En 1998, Dallin et Woodward enregistrent Waterloo (une reprise du classique d'ABBA) avec Fahey pour la célébration de l'Eurovision sur Channel 4, A Song For Eurotrash. En 2001, elles sortent l'album Exotica en France, avec une reprise de Careless Whisper de George Michael. Cet album, qui contient des chansons d'inspiration latine et R&B et des réinterprétations de leurs anciens succès, est réalisé en collaboration avec Pascal Caubet et le compagnon de Dallin, Bassey Walker. Seulement deux titres en sont tirés pour la promotion.
Jusqu'à 2002, Bananarama a vendu quelque quarante millions d'albums dans le monde. La même année, le groupe sort une nouvelle compilation de ses succès, The Very Best Of Bananarama au Royaume-Uni. Il enregistre également la chanson Love, Leave, Forget pour l'émission Is Harry On The Boat? sur Sky TV ainsi que la chanson U R My Baby pour un projet disco allemand. Toujours en 2002, Bananarama, avec Fahey pour l'occasion, célèbre ses vingt ans au London Astoria avec 3 000 personnes.
Avec la mode musicale des années 1980, Bananarama tente un retour dans les classements britanniques en 2005. Solasso remixe le tube Really Saying Something et le sort en single. Move In My Direction, sorti en juillet, atteint la 14e place, faisant de cette chanson la 24e à se classer dans le top 40 au Royaume-Uni, et le premier titre dans le top 20 depuis 1991 avec Preacher Man. Le single suivant Look on the Floor (Hypnotic Tango) cependant, déçoit en n'atteignant que la 26e place et l'album Drama est un fiasco à la 169e position. En juin 2006, le contrat du groupe avec A&G Productions expire et n'est pas renouvelé.
Pourtant, la même année, la chance sourit à nouveau au duo. L'album Drama sort aux États-Unis le 16 mai. Après quatorze ans d'absence, Bananarama est de retour dans les classements dance et club Billboard avec une version importée de Look on the Floor (Hypnotic Tango). Ce titre devient leur premier succès américain depuis Tripping on your Love en 1992. Move in my Direction fut le second single.
Warner Bros sort à l'été 2006 The Twelve Inches of Bananarama, une compilation des remixes club sur CD pour la première fois. Cette collection comporte entre autres le rare remix de Tripping on your Love par George Michael. Comme on peut le lire sur leur site officiel, en mars 2007 cinq albums ressortent chez London Records avec des bonus.
En 2009, le duo sort l'album Viva avec notamment la reprise de la chanson The Runner, tube disco des années 1970.
Le 29 octobre 2020, Bananarama édite son autobiographie Really Saying Something - Sara & Keren. Our Story chez Penguin Books.

## Discographie

### Albums studio
- 1983 : Deep Sea Skiving
- 1984 : Bananarama
- 1986 : True Confessions
- 1987 : Wow!
- 1991 : Pop Life
- 1993 : Please Yourself
- 1995 : Ultra violet
- 2001 : Exotica
- 2005 : Drama
- 2009 : Viva
- 2019 : In stereo
- 2022 : Masquerade

### Compilations et Albums en concert
- 1988 : The Greatest Hits Collection
- 2018 : Live at Newcastle City Hall (Concert enregistré le 15/11/2017)
- 2018 : Live at the London Eventim Hammersmith Apollo (Concert enregistré le 12/09/2017)
- 2019 : Live in Stereo (Concert enregistré au Manchester Gorilla le 30/04/2019)
- 2024 : Glorious: The Ultimate Collection

## Tournées
- 1988 : Lovekids tour
- 1989 : Bananarama world tour
- 1995 / 1996 : Ultra violet - Dance mix 95 tour
- 1997 : Bananarama Australian tour
- 1999 : Bananarama & Culture Club UK tour
- 2005 / 2006 : Drama tour
- 2007 / 2009 : Here and now tour
- 2009 /  2010 : Viva tour
- 2012 :  The Bananarama USA tour
- 2014 / 2015 : Europe tour
- 2016 : The 2016 Australian tour
- 2017 : The original line up UK tour
- 2018 : The original line up north America and European tour
- 2019 : The 2019 Australian tour